# پانونیا سوپریور (استان رومی)
پانونیا سوپریور (ترجمه: پانونیای بالا) یک استان رومی بود که از تقسیم پانونیا در سال ۱۰۳ پس از
میلادایجاد شد و پایتخت آن کارنانتوم بود. این سرزمین به شکل امروزی شامل نواحی از مجارستان، کرواسی، اتریش، اسلواکی و اسلوونی می‌شد.

## تاریخچه
سپتیمیوس سوروس به عنوان فرماندار این استان بود که برای بدست آوردن تاج و تخت امپراتوری روم در آوریل ۱۹۳ پس از میلاد تلاش کرد.
در سال ۳۰۸، امپراتور دیوکلتیان ریاست جلسه ای تاریخی را با همتایان خود ماکسیمیان و گالریوس در کارنانتوم، برای حل تنش‌های فزاینده در تترارشی (حکومت چهار سالاری) بر عهده داشت. دیوکلتیان و ماکسیمیان هر دو در ۱۱ نوامبر ۳۰۸ حضور داشتند تا گالریوس لیسینیوس را به جای والریوس سوروس که به دست ماکسنتیوس مرده بود را به عنوان آگوستوس منصوب کنند. گالریوس به ماکسیمیان که سعی کرده بود پس از بازنشستگی خود به قدرت بازگردد دستور داد تا برای همیشه کناره‌گیری کند. در کارنونتوم مردم ملتمسانه از دیوکلتیان خواستند که به تاج و تخت بازگردد تا درگیری‌هایی را که از طریق به قدرت رسیدن کنستانتین کبیر و اقدام به غصب تاج و تخت توسط ماکسنتیوس به وجود آمده بود، حل کند.
امادیوکلتیان چنین پاسخ داد: «اگر می‌توانستی کلم‌هایی را که با دستانم کاشته‌ام به امپراتور خود نشان دهی، او قطعاً جرأت نمی‌کرد که آرامش و خوشبختی این مکان را با طوفان طمع‌های سیر نشده جایگزین کنم».

## شهرهای معروف
برخی از شهرهای مهم روم در پانونیای علیا قرار داشتند:
- ویندوبونا
- سیسکا
- لوویا بوتیوو
- آکوابالیسا
- آنداتونیا
- ساواریا
- اسکاربانتیا
- آرابونا
- پوئتوویو